# Merseyside
Merseyside é um condado localizado no noroeste da Inglaterra. É nomeado a partir do rio Mersey e compreende uma conurbação pelo estuário de Mersey centralizado do lado de Liverpool. Em 1974, Merseyside foi transformado num condado metropolitano.